# MNK Vjekoslav Arapović Mostar
MNK Vjekoslav Arapović je bosanskohercegovački malonogometni (dvoranski nogomet) klub iz Mostara.

## Povijest
Klub je osnovan 2012. godine, a proistekao je iz Udruge sportske rekreacije iz Mostara. Klub i udruga ime nose po dugogodišnjem sportskom djelatniku Vjekoslavu Arapoviću koji je preminuo 2010. godine. Prvi predsjednik kluba je Marko Zovko. Klub je član Sportskog saveza grada Mostara.
MNK Vjekoslav Arapović se trenutačno natječe u Prvoj ligi FBiH.